# 張瑪龍
張瑪龍（1957年4月26日—），台灣台北市人，台灣建築師，第十屆中華民國傑出建築師。

## 簡介
張瑪龍於1957年4月26日出生於台灣台北，畢業於國立臺灣師範大學附屬高級中學，1979年畢業於國立成功大學建築學系，1983年取得美國伊利諾大學建築碩士學位，1999年取得國立成功大學建築博士學位。現任教於國立成功大學、雲林科技大學、樹德科技大學等校達25年，並受邀參與工作營、設計評圖及演講。於1999年創立張瑪龍建築師事務所，逾60位建築專業人員。近期作品包括：高雄市大東文化藝術中心（國家卓越建設獎-最佳規畫設計類卓越獎、國際宜居城市大獎-銀獎）、愛河之心（世界卓越建設獎公共建設類全球首獎）、旗津風車公園、翠華人行景觀橋（國際宜居城市大獎-金獎）、台南市東區裕文圖書館、國立高雄大學人文社會科學院等。

## 代表作品
| 國家 | 城市                                   | 作品                                                                                                  | 圖片         |
| ---- | -------------------------------------- | --- | ------------ |
| 臺灣 | 高雄市                                 | Dadong Art Center 大東文化藝術中心                                                                    |              |
| 臺灣 | Tsuei-Hua Pedestrian Bridge 翠華人行橋 | |              |
| 臺灣 | 高雄市                                 | Heart of Love River 愛河之心                                                                          |              |
| 臺灣 | 高雄市                                 | Hong-Mao-Gang Cultural Park 紅毛港文化園區                                                            |              |
| 臺灣 | Jhongyi Elementary School 台南忠義國小 | |              |
| 臺灣 | Tainan Yuwen Library 台南裕文圖書館    | |              |
| 臺灣 | Beigang cultural Center 北港文化中心   | |              |
| 臺灣 | 高雄市                                 | Kaohsiung City Hall Fongshan Office 高雄市政府鳳山行政中心                                            |              |
| 臺灣 | 台南市                                 | Tainan Junior College of Nursing Academic Building and Dormitory 台南護專綜合教學暨實習大樓及學生宿舍 |              |
| 臺灣 | 高雄市                                 | 旗津風車公園                                                                                          | 旗津風車公園 |

## 獲獎
- 2009年榮獲「第十屆中華民國傑出建築師-規劃設計貢獻獎」。
- 2017國土建設特別貢獻獎（世界不動產聯盟(FIABCI)台灣分會）。
- 2018台灣建築獎（高雄美國學校運動中心）。
- 2021校友傑出成就獎（國立成功大學）。
- 2021台灣建築獎（台灣建築師雜誌社：屏東縣立圖書總館）。
- 2022 Architizer A+Award: Popular Choice Winner /Adaptive Reuse Category, Special Mention /Library Category (屏東縣立圖書總館）。

## 外部連結
- 大東文藝中心／禪定概念出發 並回應在地特色（訪問張瑪龍） （页面存档备份，存于）
- 張瑪龍+陳玉霖建築師事務所 MAYU Architects+
- 張瑪龍建築師 愛河之心 登上ArchDaily網站  （页面存档备份，存于）